# Giro del Lazio 1939
Il Giro del Lazio 1939, sesta edizione della corsa, si svolse il 16 luglio 1939 su un percorso di 280 km con partenza e arrivo a Roma. Valido come seconda delle tre prove del campionato italiano 1939 e per l'assegnazione della Coppa Alessandro Parisi, fu vinto dall'italiano Mario Vicini, che completò il percorso in 8h28'32" precedendo i connazionali Giordano Cottur e Pietro Rimoldi. Conclusero la prova, organizzata dalla romana Forza e Coraggio Macao e dal quotidiano Il Messaggero, 15 dei 34 ciclisti al via.

## Percorso
Il percorso di gara, dopo il via dalla Giustiniana a Roma, attraversò nell'ordine Monterosi (km 28,9), Ronciglione, il Passo del Cimino (814 m s.l.m.), Viterbo (km 64,7), La Quercia, Bagnaia, Orte (km 94,7), Amelia (km 110), Narni, Terni (km 135,1), Marmore, Piediluco (km 149), Labro, Rieti (km 179,4), San Giovanni Reatino, Torricella in Sabina, Passo Corese, Monterotondo (km 246,7), Mentana e Capobianco, per concludersi al Motovelodromo Appio di Roma dopo 280 km.

## Ordine d'arrivo
| Pos. | Corridore         | Squadra     | Tempo    |
| ---- | ----------------- | ----------- | -------- |
| 1    | Mario Vicini      | Lygie       | 8h28'32" |
| 2    | Giordano Cottur   | Lygie       | s.t.     |
| 3    | Pietro Rimoldi    | Olympia     | a 11'37" |
| 4    | Mario Ricci       | Maino       | s.t.     |
| 5    | Francesco Albani  | Lygie       | a 13'00" |
| 6    | Ruggero Balli     | Olympia     | s.t.     |
| 7    | Diego Marabelli   | Bianchi     | s.t.     |
| 8    | Walter Generati   | Lygie       | s.t.     |
| 9    | Enrico Mara       | U.S. Azzini | a 15'32" |
| 10   | Cesare Del Cancia | Ganna       | s.t.     |
| 11   | Vasco Bergamaschi | Bianchi     | s.t.     |
| 12   | Settimio Simonini | -           | s.t.     |
| 13   | Gino Bartali      | Legnano     | s.t.     |
| 14   | Olimpio Bizzi     | Fréjus      | s.t.     |
| 15   | Enrico Mollo      | Olympia     | a 20'11" |